# شهرستان داچنگ
شهرستان داچنگ (به لاتین: Dacheng County) یک منطقهٔ مسکونی در چین است که در لانگ فنگ واقع شده‌است.